# Ternärer Computer
Ein ternärer Computer ist ein Computer, der für seine Berechnungen – statt auf der üblicheren klassischen Logik (binäre Logik) mit zwei möglichen Werten – auf einer dreiwertigen Logik mit drei möglichen Werten basiert.

## Geschichte
Eine der ersten Rechenmaschinen, welche im Jahr 1840 vom Erfinder Thomas Fowler komplett aus Holz gefertigt wurde, war ein ternärer Computer. Der einzige moderne ternäre Computer, Setun, wurde 1958 von Nikolai Petrowitsch Brussenzow an der Lomonossow-Universität in Moskau entwickelt und hatte im Vergleich zu binären Computern einige Vorteile, wie geringeren Energieverbrauch und niedrigere Produktionskosten. 1970 entwickelte Brussenzow eine verbesserte Version des Setun-Computers namens Setun-70.

## Balancierte ternäre Logik
Ternäre Datenverarbeitung wird häufig auf Basis balancierter ternärer Logik implementiert, welche die Zustände 0, 1 und −1 erlaubt. Die Gegenzahl jeder balancierten ternären Zahl wird durch das Vertauschen jeder −1 durch 1 und umgekehrt ermittelt. Negative Zahlen können dadurch ebenso leicht dargestellt werden wie positive Zahlen, da im Gegensatz zum Dezimalsystem kein negatives Vorzeichen notiert werden muss. Dieser Umstand macht einige Berechnungen im Ternärsystem effizienter als im Binärsystem.

## Die Zukunft
Mit dem Aufkommen der in Massenproduktion gefertigten binären Bauteile für Computer wurden ternäre Rechner zu einer kleinen Fußnote der Computergeschichte. Gleichwohl prognostizierte Donald Knuth in Anbetracht der Eleganz und Effizienz der ternären Logik ein Wiederaufkommen von ternären Computern in der Zukunft. Mögliche Wege, wie sich die Weiterentwicklung ternärer Computer in Zukunft gestalten könnte, ist die Kombination eines optischen Computers mit dem Ternärsystem. Ein ternärer Computer unter Verwendung von Lichtwellenleitern könnte dunkel als 0 und zwei orthogonale Polarisationen von Licht als 1 und −1 verwenden. Dieses Zukunftspotential wurde auch von einigen Firmen, z. B. Hypres, wahrgenommen, die sich aktiv in ternärer Computertechnik engagierten. Auch IBM gibt unregelmäßig Meldungen über ternäre Computertechnik heraus, obwohl das Unternehmen selbst in dieser Richtung keine Forschung betreibt.